# Lietuvos Lyga 1934
L'edizione 1934 del Lietuvos Lyga fu la 13ª del massimo campionato di calcio lituano; il titolo fu vinto dal MSK Kaunas, giunto al suo 1º titolo.

## Formula
Il numero di squadre rimase fermo a 7, con le promozioni di MSK Kaunas (che vinse il campionato da neopromossa) e Makabi Panevezys: le sette squadre si incontrarono in gare di andata e ritorno; con il ritiro del Makabi Panevezys alla fine del girone di andata, le squadre disputarono in tutto 11 incontri. Erano assegnati due punti alla vittoria, un punto al pareggio e zero per la sconfitta.

## Classifica finale
|  | Pos. | Squadra          | Pt | G  | V | N | P | GF | GS | DR  |
|  | ---- | ---------------- | -- | -- | - | - | - | -- | -- | --- |
|  | 1.   | MSK Kaunas       | 14 | 11 | 6 | 2 | 3 | 30 | 14 | +16 |
|  | 1.   | LFLS Kaunas      | 14 | 11 | 6 | 2 | 3 | 28 | 12 | +16 |
|  | 3.   | LGSF Kaunas      | 14 | 11 | 3 | 2 | 2 | 31 | 18 | +13 |
|  | 4.   | Kovas Kaunas     | 13 | 11 | 5 | 3 | 3 | 34 | 15 | +3  |
|  | 5.   | KSS Klaipeda     | 10 | 11 | 4 | 2 | 5 | 22 | 33 | -11 |
|  | 6.   | Sveikata         | 7  | 11 | 2 | 3 | 6 | 19 | 36 | -17 |
|  | 7.   | Makabi Panevezys | 0  | 6  | 0 | 0 | 6 | 2  | 38 | -36 |

### Spareggio per il titolo
| Squadra 1  | Totale | Squadra 2   | Andata | Ritorno |
| ---------- | ------ | ----------- | ------ | ------- |
| MSK Kaunas | 7 - 3  | LFLS Kaunas | 2 - 2  | 5 - 1   |